# AB Aviation
AB Aviation – prywatna linia lotnicza z siedzibą na Komorach. Jest to największa linia lotnicza Komorów.
19 marca 2022 r. linia zawiesiła wszystkie swoje loty.

## Cele podróży
AB Aviation obsługuje następującą listę połączeń:
Komory
- Anjouan → Port lotniczy Anjouan
- Moheli → Port lotniczy Mohéli
- Moroni → Port lotniczy Moroni

Francja
- Dzaoudzi → Port lotniczy Dzaoudzi

Tanzania
- Dar es Salaam → Port lotniczy Dar es Salaam

## Flota

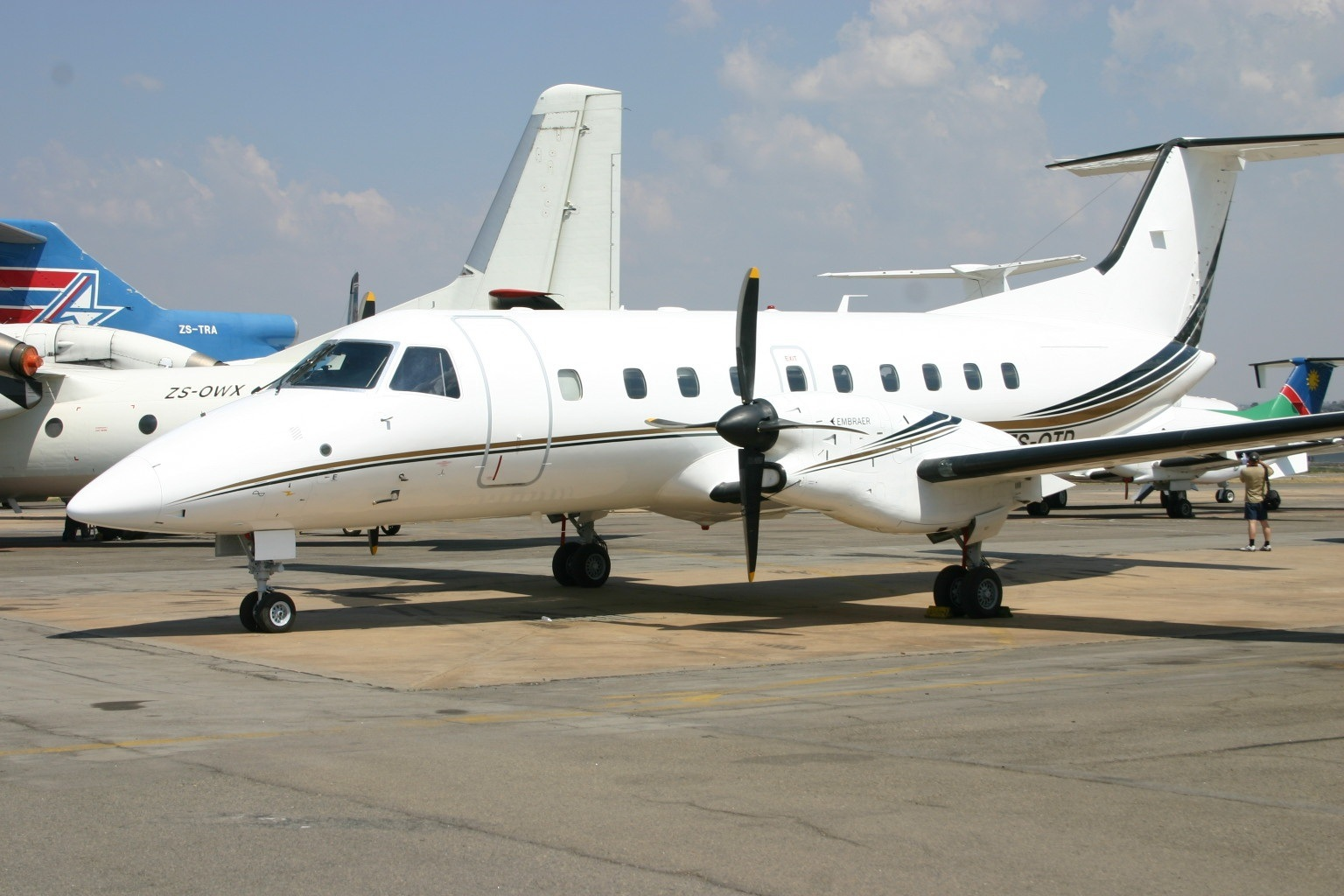
Samolot Embraer EMB 120

Według danych z czerwca 2019, linia posiada następujące samoloty:
- Embraer ERJ 145 – 1 sztuka
- Embraer EMB 120 – 3 sztuki

## Wypadki i incydenty
- 26 lutego 2022 r. samolot Cessna 208 Caravan obsługujący lot 1103 rozbił się około 2,5 km od lotniska Mohéli i wpadł do morza[5][6]. Wszystkich 14 pasażerów na pokładzie zginęło[7].